# Andròmac el jove
Andròmac el jove (en llatí Andromachus, en grec antic Ἀνδρόμαχος) anomenat així per distingir-lo del seu pare Andròmac el vell, era metge, i se suposa que també va ser metge de Neró, com el seu pare. No se sap res de la seva vida.
Es creu que va ser l'autor d'un llibre de farmacopea en tres volums, mencionat per Galè a De Compositione Medicamentorum secundum Genera però dels quals només en queden alguns fragments. En aquesta obra se citen medicines d'Arístocles, un metge grec que va viure probablement al segle i aC.